# رامون ليوين
رامون ليوين (بالهولندية: Ramon Leeuwin)‏ هو لاعب كرة قدم هولندي في مركز الدفاع، ولد في 1 سبتمبر 1987 في أمستردام في هولندا. شارك مع منتخب سورينام لكرة القدم. أما مع النوادي، فقد لعب مع أدو دين هاغ وأغوف أبيلدورن ونادي أوترخت ونادي كامبور.

## وصلات خارجية
- رامون ليوين على موقع قاعدة بيانات كرة القدم.إي يو (الإنجليزية)
- رامون ليوين على موقع Soccerbase.com (لاعب) (الإنجليزية)
- رامون ليوين على موقع Soccerway.com (الإنجليزية)
- رامون ليوين على موقع عالم كرة القدم.نت (الإنجليزية)